# Myrmecia athertonensis
Myrmecia athertonensis is een mierensoort uit de onderfamilie van de Myrmeciinae. De wetenschappelijke naam van de soort is voor het eerst geldig gepubliceerd in 1915 door Forel.